# Заслуженный работник сельского хозяйства Марийской АССР
Заслуженный работник сельского хозяйства Республики Марий Эл (луговомар. Марий Эл Республикын сулло ялозанлык пашаеҥже) — государственная награда, почётное звание Республики Марий Эл.

## История
Учреждено Указом Президиума Верховного Совета Марийской АССР от 15 сентября 1982 года.

## Основания награждения
Установлено для высокопрофессиональных работников сельского хозяйства, в т. ч. работников крестьянских, фермерских хозяйств, научно-исследовательских учреждений, организаторов сельскохозяйственного производства за заслуги в увеличении урожайности и сбора сельскохозяйственных культур, повышении плодородия земель, продуктивности скота и птицы, в реализации продукции сельского хозяйства высокого качества, работающих в области сельского хозяйства более 15 лет, а также высокопрофессиональных механизаторов, техников-механиков и операторов машинного доения сельскохозяйственных животных, работающих в области сельского хозяйства 10 и более лет.
Присваивается Главой Республики Марий Эл (ранее Президиумом Верховного Совета Марийской АССР) с вручением удостоверения и нагрудного знака. На 1 июля 2008 года звания удостоены 1098 человек.

## Список обладателей почётного звания
Заслуженные работники сельского хозяйства Марийской АССР
- Сафин Гарай Сафинович (1984)[1]
- Горбунов Борис Дмитриевич (1991)[2]
- Трапезников Александр Иванович[3]

Заслуженные работники сельского хозяйства Республики Марий Эл
- Пряхин Владимир Николаевич (1995)[4]
- Медведков Владислав Михайлович[5]
- Пушкарёв Анатолий Александрович (1997)[6]
- Морозов Николай Алексеевич (2002)[7]